# Света Богородица Елеуса (Костур)
Вижте пояснителната страница за други значения на Света Богородица Елеуса.
„Света Богородица Елеуса“ (на гръцки: Παναγία Ελεούσα) е средновековна православна църква в град Костур (Кастория), Егейска Македония, Гърция. Храмът е част от Костурската епархия.

## Местоположение
Църквата е традиционен енорийски храм. Разположена е на територията на Пето общинско училище и е един от най-големите стари храмове на града.

## История
Църквата като датира отпреди 1551/1552 година. Ктиторският надпис е унищожен в 1940 година, но преди това е копиран и публикуван от костурския учен Панделис Цамисис:
| „ | Ανακαινίσθη και εικονογραφίθη ο θείος ούτος και πάνσεπτος ναός της υπεραγίας ημών θεοτόκου και αϊπαρθένου Μαρίας ευλογημένης Αγίας Ελεούσης διά συνδρομής κόπου και εξόδου το εντιμοτάτου άρχοντος Εμμανουήλ του κυρίου θεοδώρας εις ψυχή αιώνιων συμβίου και τέκνοις και εις μνημόσυνων των μακαρίων κτητόρων και γονέων αυτού Θεοδώρου και Γεωργίου ιερός Γκίνη και πάντων των Χριστιανών Ремонтира се и се изписа този Божи всепочитеан храм на Пресветата наша Богородица и Пресвета дева Мария благословена Света Елеуса с труда и разходите на уважаемия архонт Емануил, на господин Теодор за вечно спасение на душата му и на потомството му и за памет на блажените ктитори и негови родители, на свещеник Георги, Гини и всички християни | “ |

Архимандрит Герман Христидис дава друг вариант на надписа:
| „ | ΑΝΑΚΑΙΝΙCΘΗ ΚΑΙ ΕΙΚΟΝΟΓΡΑΦΙΘΗ Ο ΘΕΙΟC ΟΥΤΟC ΚΑΙ ΠΑΝΣΕΠΤΟC ΝΑΟC ΤΗC ΥΠΕΡΑΓΙΑC... ΑΡΧΙΕΡΑΤΕΥΟΝΤΟC ΤΗC ΑΓΙΩΤΑΤΗC ΜΗΤΡΟΠΟΛΕΩC ΚΑΣΤΟΡΙΑC ΚΥΡΙΟΝ ΜΕΘΟΔΙΟΥ ΚΑΙ ΠΡΟΘΟΘΡΟΝΟΥ ΕΤΗ 1552 | “ |

В 1924 година църквата е обявена за паметник на културата.

## Архитектура
След преобразованията през годините, храмът е трикорабна базилика.
Във вътрешността са оцелели част от стенописит, както и красиви оригининални иконостасни икони на Света Богородица Елеуса, Христос Вседържител, а на проскинитария – Христос с Богородица и Йоан Предтеча с позлатени ореоли.
- Икони от храма
- Свети Трима
- Свети Йоан Кръстител
- Второто пришествие от проскинитария „Светите земи“, 1835 г.